# Александров, Алексей Васильевич
Алексе́й Васи́льевич Алекса́ндров (17 марта 1923 года — 26 августа 1944 года) — советский офицер, участник Великой Отечественной войны, командир взвода гвардейского отдельного учебного стрелкового батальона 67-й гвардейской стрелковой дивизии 6-й гвардейской армии 1-го Прибалтийского фронта, Герой Советского Союза (22.07.1944), гвардии лейтенант.

## Биография
Родился 17 марта 1923 года в деревне Денисова Горка в семье железнодорожника. Русский. Окончил 11-ю железнодорожную среднюю школу.
В ноябре 1941 года призван в ряды Красной Армии. В январе 1943 года окончил Владивостокское военное пехотное училище. В боях Великой Отечественной войны с 1943 года. Воевал на Брянском и 1-м Прибалтийском фронтах. Был четырежды ранен.
24 июня 1944 года, в Белорусской операции, форсировал Западную Двину в районе деревни Узречье (Бешенковичский район, Витебская область), закрепился на плацдарме и обеспечил переправу других подразделений. Отражая контратаки, взвод уничтожил около 30 гитлеровцев. В этом бою А. В. Александров был ранен в голову.
Указом Президиума Верховного Совета СССР от 22 июля 1944 года за мужество и героизм, проявленные при форсировании реки Западная Двина и удержании плацдарма на её западном берегу, гвардии лейтенанту Алексею Васильевичу Александрову присвоено звание Героя Советского Союза.
26 августа 1944 года скончался, находясь в госпитале. Похоронен в деревне Телешово (Невельский район, Псковская область).

## Награды
- Медаль «Золотая Звезда» Героя Советского Союза
- Орден Ленина
- Орден Отечественной войны II степени.

## Память
- В городе Бологое Тверской области на здании школы, в которой учился А. Александров, установлена мемориальная доска.
- Имя Героя носила пионерская дружина школы № 11 города Бологое.